# Lavendelhei
Lavendelhei (Andromeda polifolia) is een soort uit de heidefamilie (Ericaceae). De soort staat op de Nederlandse Rode Lijst van planten als vrij zeldzaam en matig afgenomen. Tevens staat de plant op de Belgische Rode Lijst van planten. Lavendelhei komt van nature voor op de noordelijke helft van het noordelijk halfrond. 

## Determinatie
Lavendelhei is een dwergstruik die een hoogte bereikt van 10–50 cm. De plant vormt wortelstokken. De 1–5 × 0,2–8 cm grote bladeren zijn lancet- tot lijnvormig en hebben een sterk naar beneden gerolde rand. De bladeren zijn van onderen iets blauwgroen of wit berijpt.

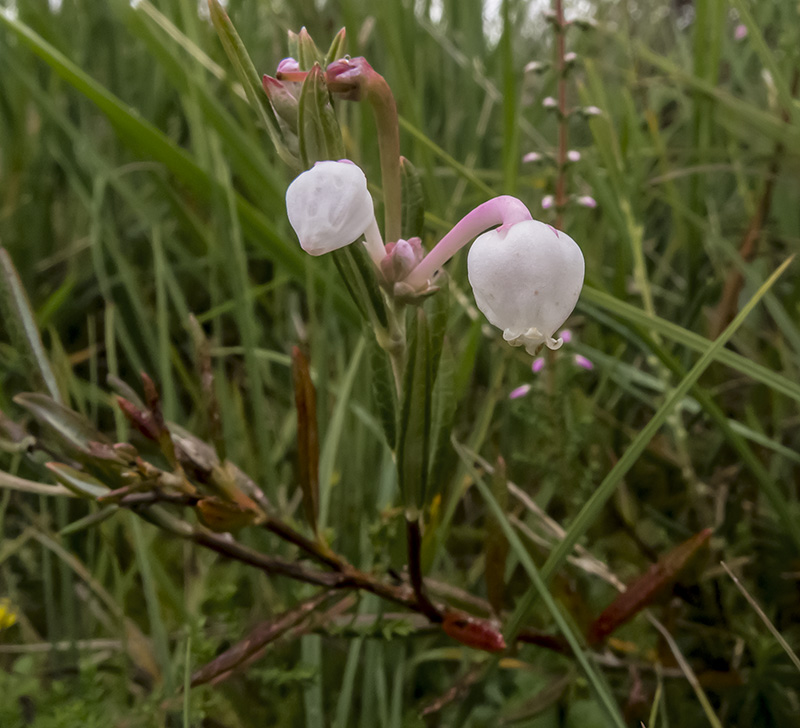
Lavendelhei in het Haaksbergerveen

Lavendelhei bloeit van april tot juni, soms tot de herfst, met lichtroze, 5–8 mm grote, knikkende bloemen. De roze bloemsteel is twee tot vier keer zo lang als de bloem. Ook de kelk is roze gekleurd. De bloeiwijze is een armbloemige, schermvormige tros. De helmknoppen hebben aan de top twee hoorntjes.
De vrucht is een kleine doosvrucht met veel zaden. De plant komt in levend hoogveen tussen het veenmos en in heivennen voor.

## Variëteiten
Sommige botanici onderscheiden twee variëteiten:
- A. polifolia var. polifolia. In Noord-Europa en Azië en in het noordwesten van Noord-Amerika.
- A. polifolia var. glaucophylla, synoniem: A. glaucophylla. In het noordoosten van Noord-Amerika.

## Syntaxonomie
In de syntaxonomie staat lavendelhei te boek als kensoort voor het dophei-verbond en de hoogveenmos-orde.

## Cultivatie
De plant wordt ook in heidetuinen gebruikt. Er bestaan verschillende cultivars, zoals A. polifolia 'Alba', A. polifolia 'Blue Ice', A. polifolia 'Compacta', A. polifolia 'Hayachine', A. polifolia 'Nana' en A. polifolia 'Nikko'.